# Karoline von Schlotheim

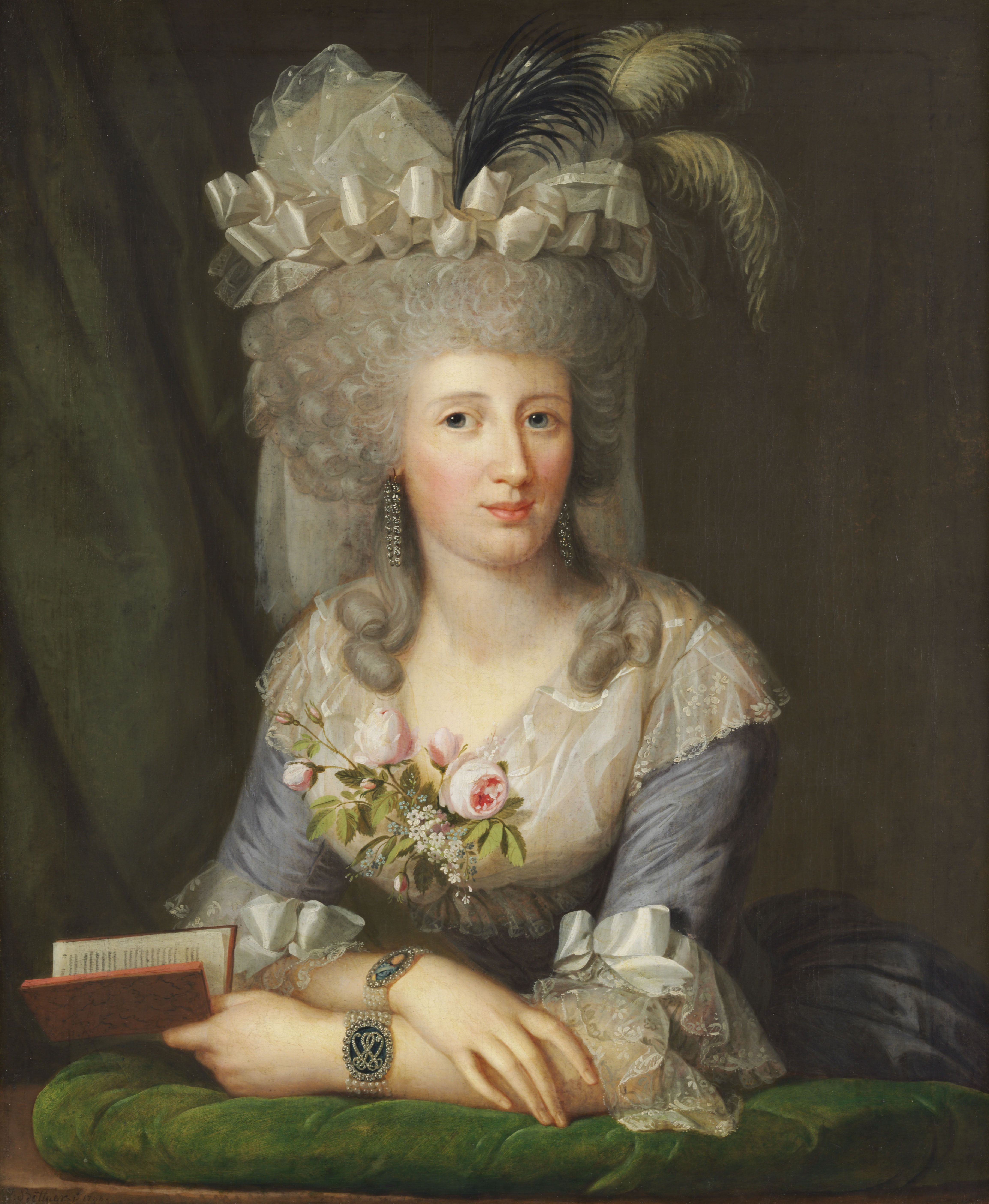
Karoline von Schlotheim în 1788 de Wilhelm Böttner.

Karoline von Schlotheim (1766-1847), a fost metresa lui Wilhelm I, Elector de Hesse din 1788 până în 1811.
Copii:
Cu Wilhelm I, Elector de Hesse, ea a avut 10 copii:
- Wilhelm Friedrich de Hessenstein (1789–1790)
- Wilhelm Karl de Hessenstein (1790–1867)
- Ferdinand de Hessenstein (1791–1794)
- Karoline de Hessenstein (1792–1797)
- Auguste de Hessenstein (1793–1795)
- Ludwig Karl de Hessenstein (1794–1857)
- Friederike de Hessenstein (1795–1855)
- Wilhelm Ludwig (1800–1836)
- Friedrich Ludwig (1803–1805)
- Karoline de Hessenstein (1804–1891)